# Grande moschea degli Omayyadi

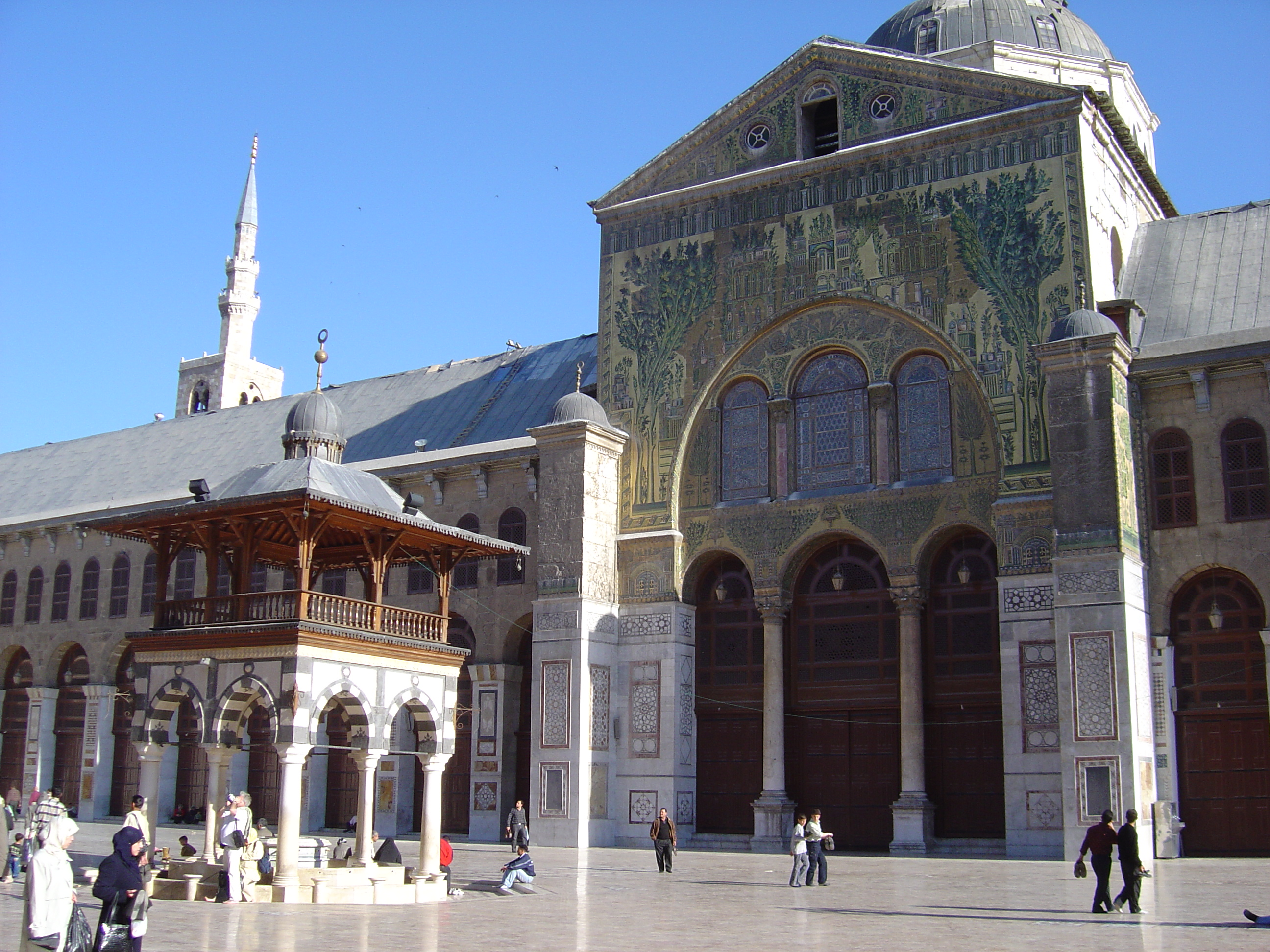
La facciata della moschea, prospiciente la muṣallā

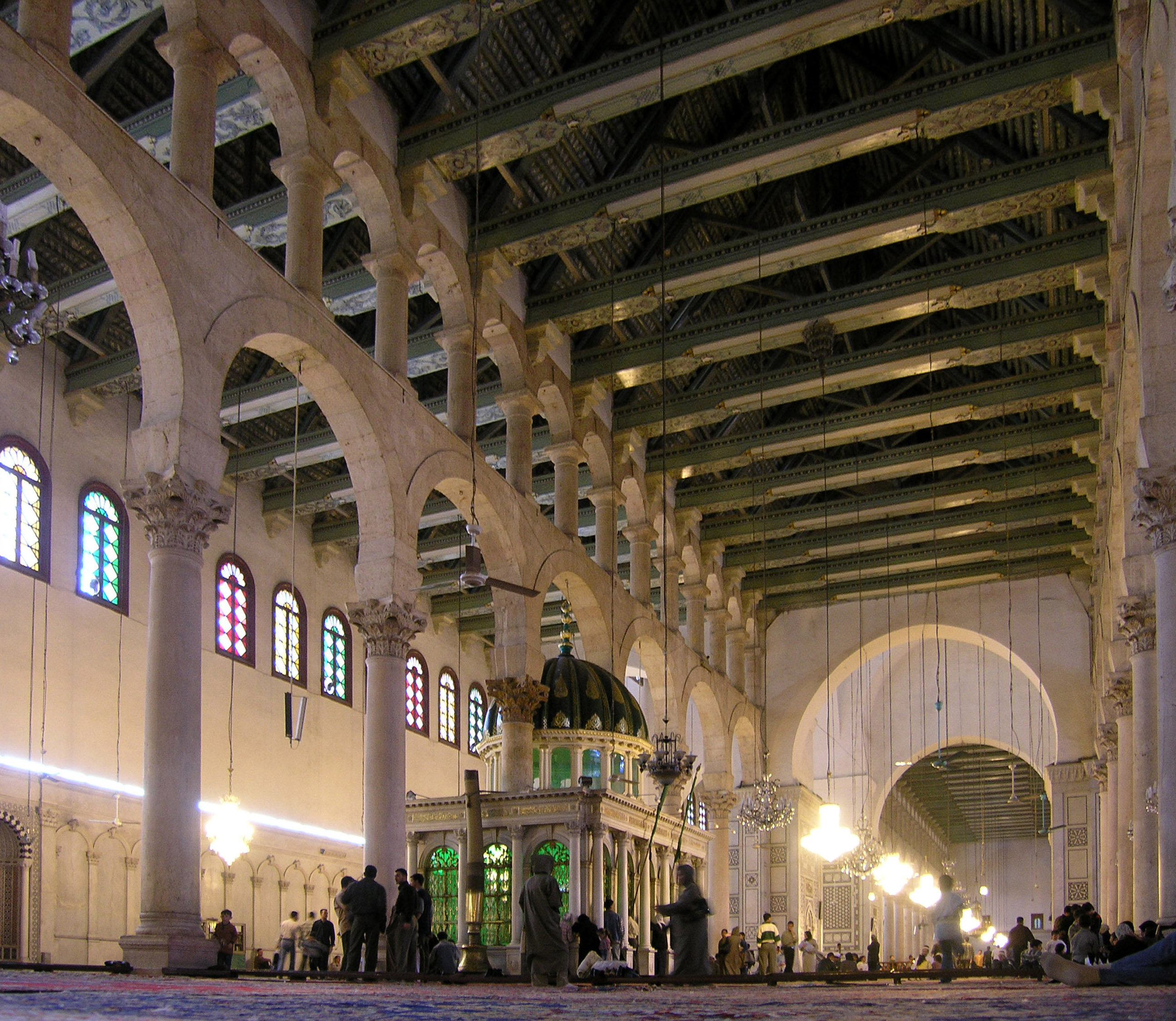
Veduta dell'interno.

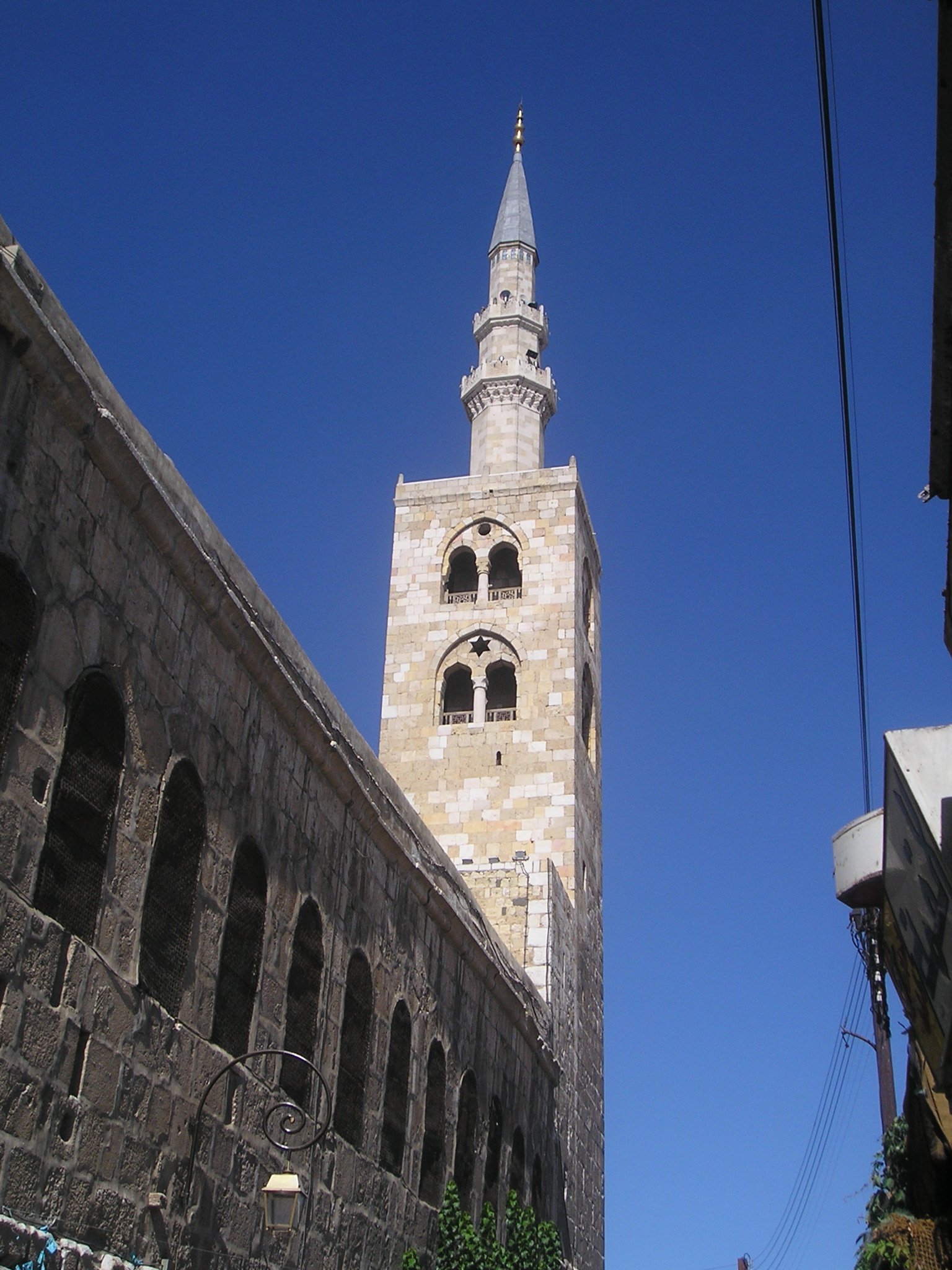
Il minareto di Gesù

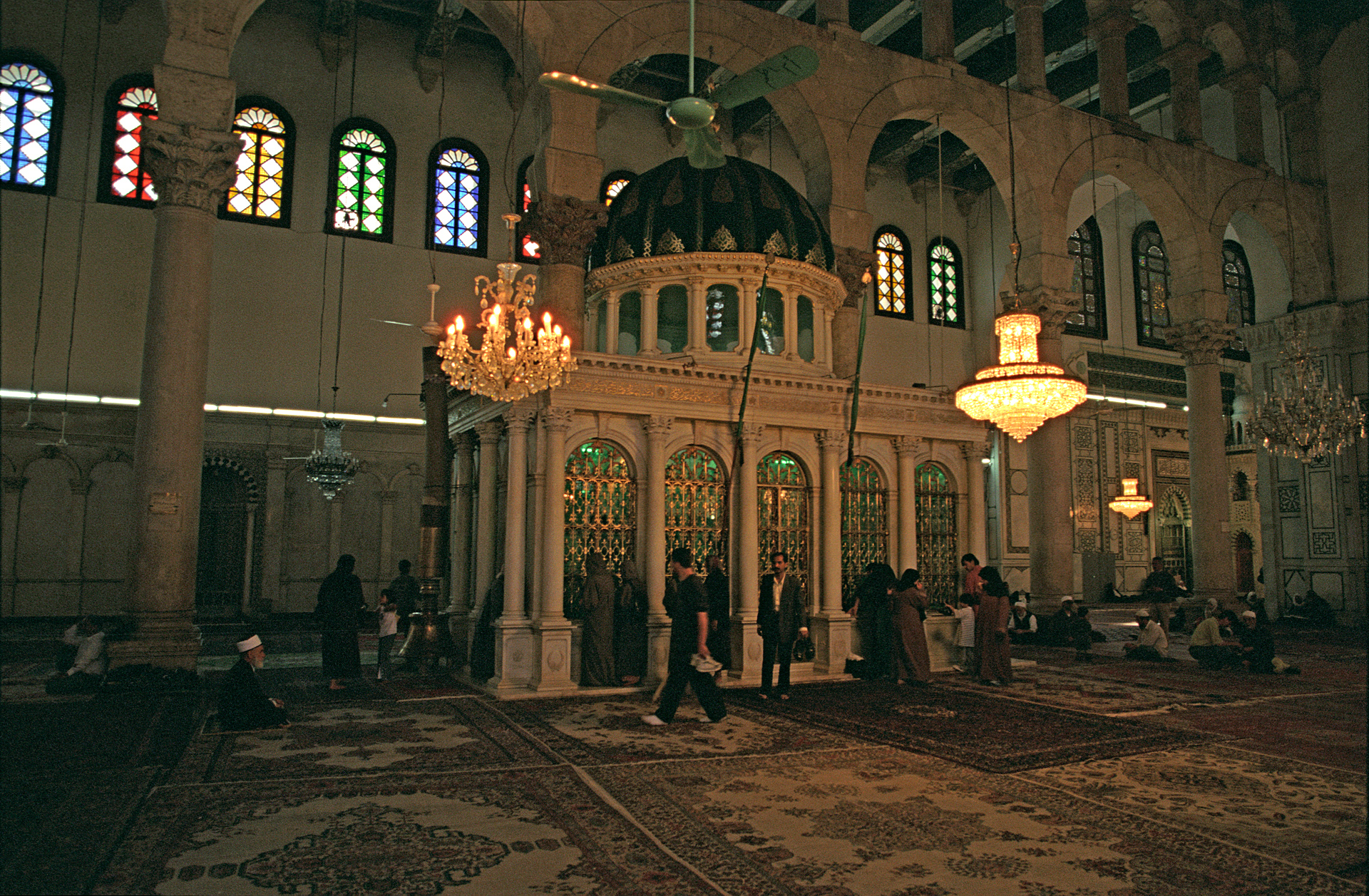
La cappella contenente la testa di san Giovanni Battista (il profeta Yaḥyā per l'islam).

La Grande Moschea degli Omayyadi (in arabo جامع بني أمية الكبير‎?, Ğāmi' Banī 'Umayya al-Kabīr), è il principale edificio di culto di Damasco, in Siria. Rappresenta un notevole esempio dell'architettura islamica.

## La storia
Il luogo in cui sorge la moschea alla fine del III millennio a.C. era sopraelevato di circa 5 metri rispetto al territorio circostante; lì gli Amorrei eressero un tempio dedicato al dio semitico della tempesta, Hadad, che in epoca greca divenne Zeus e in epoca romana Giove.
I Romani modificarono il tempio originale, nel I secolo d.C. e ancora durante la dinastia dei Severi, tanto che il tempio divenne il più grande della Siria.
Con l'imperatore Teodosio, alla fine del IV secolo, a seguito del divieto imperiale di praticare culti diversi da quello cristiano, il tempio fu trasformato in una chiesa dedicata a san Giovanni Battista.
Nel 661, dopo la conquista araba, il califfo Mu'awiya ibn Abi Sufyan, all'interno del Temenos, terreno appartenente al Santuario del vecchio tempio pagano, fece erigere una muṣallā all'aperto, per cui per alcuni decenni, musulmani e cristiani celebrarono fianco a fianco i loro riti.
Nel 706 d.C. il califfo omayyade al-Walid I, riprendendo la politica del padre 'Abd al-Malik ibn Marwān che aveva eretto a Gerusalemme la cupola della Roccia, decise di dare vigore all'opera di monumentalizzazione della capitale Damasco.
Ordinò pertanto che si costruisse la grande moschea, ultimata nel 715, nel luogo dove era sempre stato il luogo di culto più importante della città, cioè inglobando la parte cristiana residua dell'originale chiesa dedicata a san Giovanni Battista, che era stata eretta da Teodosio sul tempio pagano del I secolo. Il califfo al-Walīd fece demolire tutti gli edifici esistenti all'interno del recinto sacro, risparmiando solo le tre torri-campanili, trasformate in minareti: il minareto di Gesù (ʿĪsā), quello di Qayt Bey (dal nome di un sultano mamelucco) e quello infine detto "della Sposa" (ʿarūsa), realizzò un edificio destinato a influenzare la successiva architettura religiosa islamica.
In merito le tradizioni non sono concordi: se ne esiste una favorevole all'islam che parla di acquisto a ottimo prezzo dell'area sacra che conservava la testa del cugino di Gesù, un'altra tradizione, meno favorevole, parla invece di pretestuoso sequestro della chiesa onde ampliare la muṣallā già esistente fin dall'epoca dell'ingresso dei musulmani a Damasco. Il riferimento riguarda le modalità di resa della capitale siriana all'epoca di Khālid ibn al-Walīd: secondo la più ricorrente tradizione islamica, la città si sarebbe arresa "a condizione", evitando un inutile spargimento di sangue fra la popolazione, lasciata a sé stessa dalla debole politica bizantina. Questo comportava, fra l'altro, il mantenimento all'elemento cristiano (del tutto preponderante a Damasco) di tutti i luoghi di culto e la libera espressione colà della loro fede.
Un'altra tradizione - verosimilmente plasmata per consentire l'azione di esproprio di al-Walīd I - parla invece di una mancanza di comunicazione fra gli Arabi che assediavano la città. Una parte di essi infatti avrebbero trattato coi suoi abitanti (di qui l'ipotesi che la resa fosse "a condizione", ovvero "pacificamente") mentre un'altra parte, inverosimilmente inconsapevole di quanto stava avvenendo, avrebbe preso vittoriosamente d'assalto la parte opposta delle mura di Damasco, prefigurando quindi la conquista manu militari che non comportava alcuna concessione ai vinti. Quest'ultima tradizione fu fatta valere sulla parte della città conquistata con le armi. Nel 1082 fu fatta restaurare da Abu Nasr Ahmad ibn Fadl.
Durante gli scontri combattuti in città tra il Governo Siriano e i ribelli nel corso della Guerra Civile Siriana, il complesso architettonico è stato pesantemente danneggiato da entrambe le parti, venendo colpito sia da salve di artiglieria che trovandosi coinvolto negli scontri tra soldati. Con la riconquista definitiva della capitale e dei territori circostanti, il Governo ha avviato grandi lavori di restauro della moschea, che tuttavia procedono a rilento, sia a causa della pandemia da COVID-19, sia a causa delle pesanti sanzioni internazionali che ancora pesano sul governo di Damasco.

## Il complesso
(Robert Byron, La via per l'Oxiana)

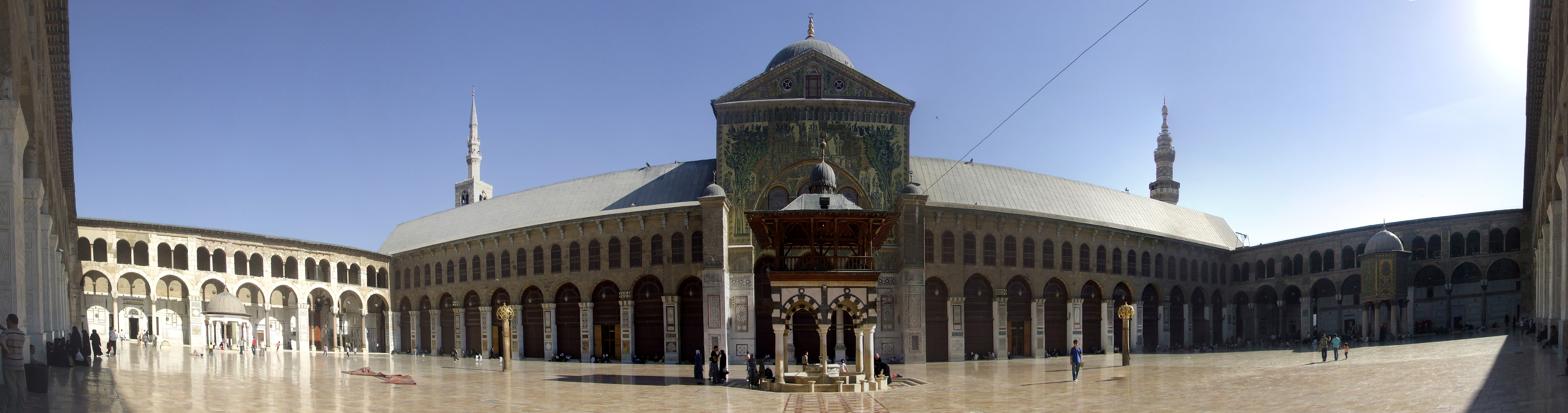
La moschea, prospiciente la muṣallā

Il muro perimetrale della moschea segue la recinzione del tempio romano (e della chiesa bizantina).
L'edificio fu completamente rivestito di marmi e mosaici in pasta vitrea con conchiglie e madreperle inserite sul fondo oro, di cui si occuparono maestranze bizantine che poi rimasero a Damasco per istruire artigiani locali.

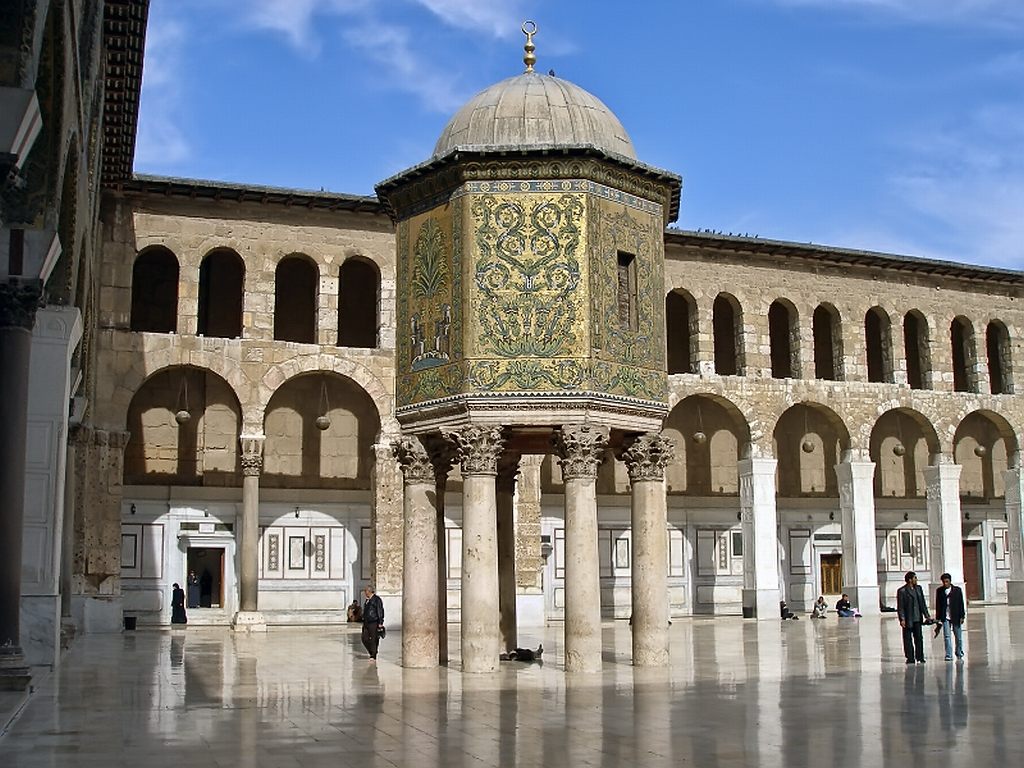
La Cupola del Tesoro, del 786.

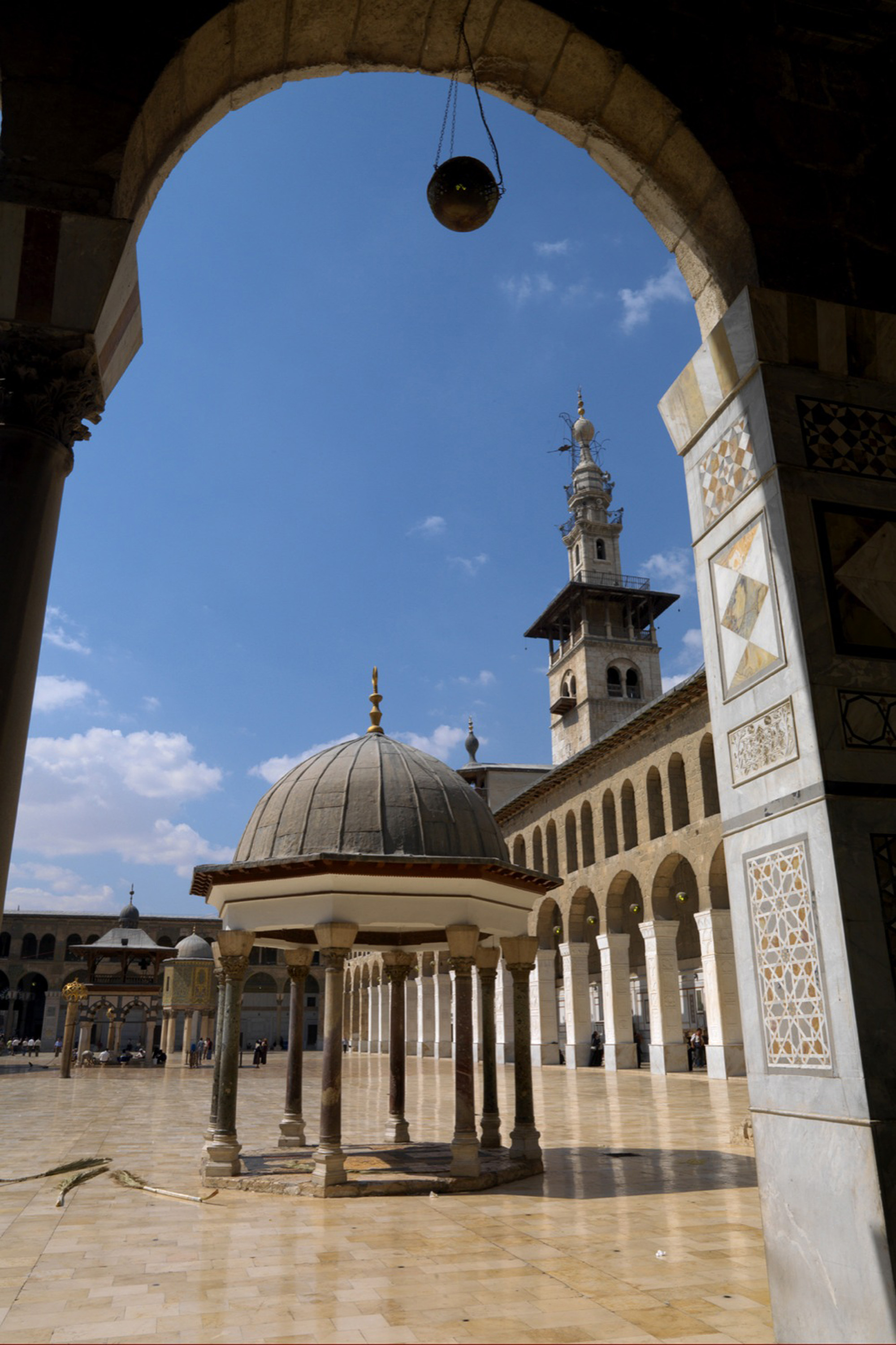
La Cupola della Campana.

Della superficie di oltre 4.000 m² — che rappresentarono la più imponente decorazione a mosaico mai realizzata — sopravvive oggi la sola facciata del luogo di preghiera (muṣallā) a causa della devastatrice azione di alcuni terremoti. La facciata è ricca di motivi fitoformi, di elementi naturali e di raffigurazioni di fabbricati umani — nonostante il crescente sfavore espresso da una parte considerevole del mondo religioso islamico nei confronti delle proposizioni di immagini umane, alla luce di un versetto del Corano (in realtà tutt'altro che chiaro), che ebbe tuttavia non poche né trascurabili eccezioni, specie nel campo delle miniature.
Una parte dei mosaici, con l'accentuarsi dell'avversione nei confronti delle immagini maturato nel mondo islamico, fu nascosta sotto uno strato di intonaco, e solo un'opera di restauro la riportò alla luce negli anni venti.
La facciata est richiama il fronte di un palazzo; sopra al portale vi sono mosaici attualmente asportati per il restauro.
Al centro del cortile si trova l'edicola delle abluzioni; nella zona est è la cosiddetta Cupola della Campana, eretta nel 780, mentre nella zona ovest si trova la Cupola del Tesoro costruita nel 789, si presenta rialzata da terra con base ottagonale. Sorretta da otto colonne romane, con capitello corinzio, è ancora rivestita dai preziosi mosaici bizantini. Venne eretta per ospitare il tesoro della moschea.
Sempre nel cortile, oltre le arcate, si trova il Mašhad al-Ḥusayn, luogo sacro degli sciiti, in quanto qui la tradizione islamica vuole che fosse stata la testa di al-Husayn - figlio di ʿAlī e nipote del profeta Maometto - mozzatagli dopo essere stato sconfitto e ucciso nella battaglia di Kerbela.
Al suo esterno si trova il Mausoleo di Saladino.

## Galleria d'immagini

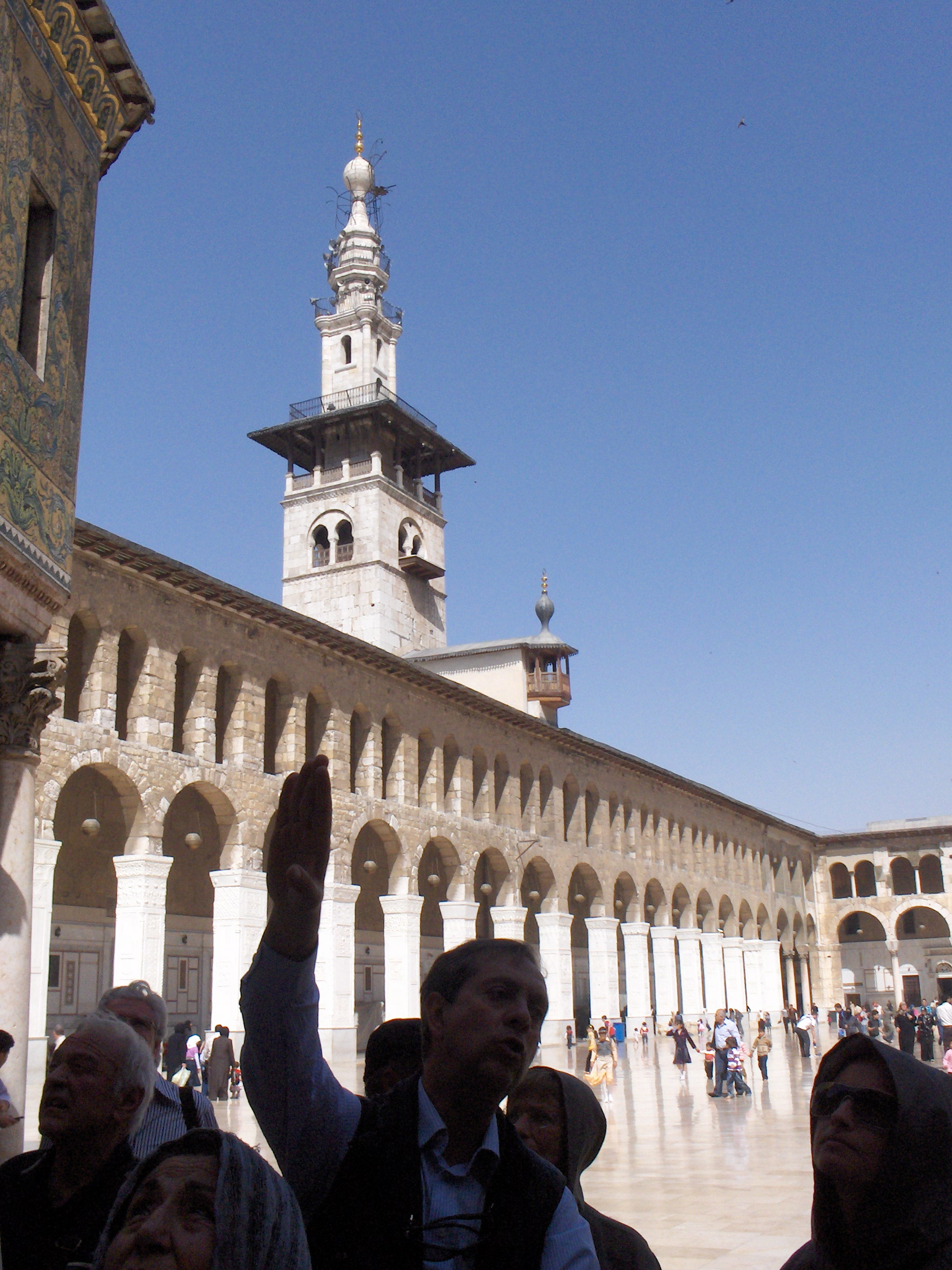
Il minareto della sposa
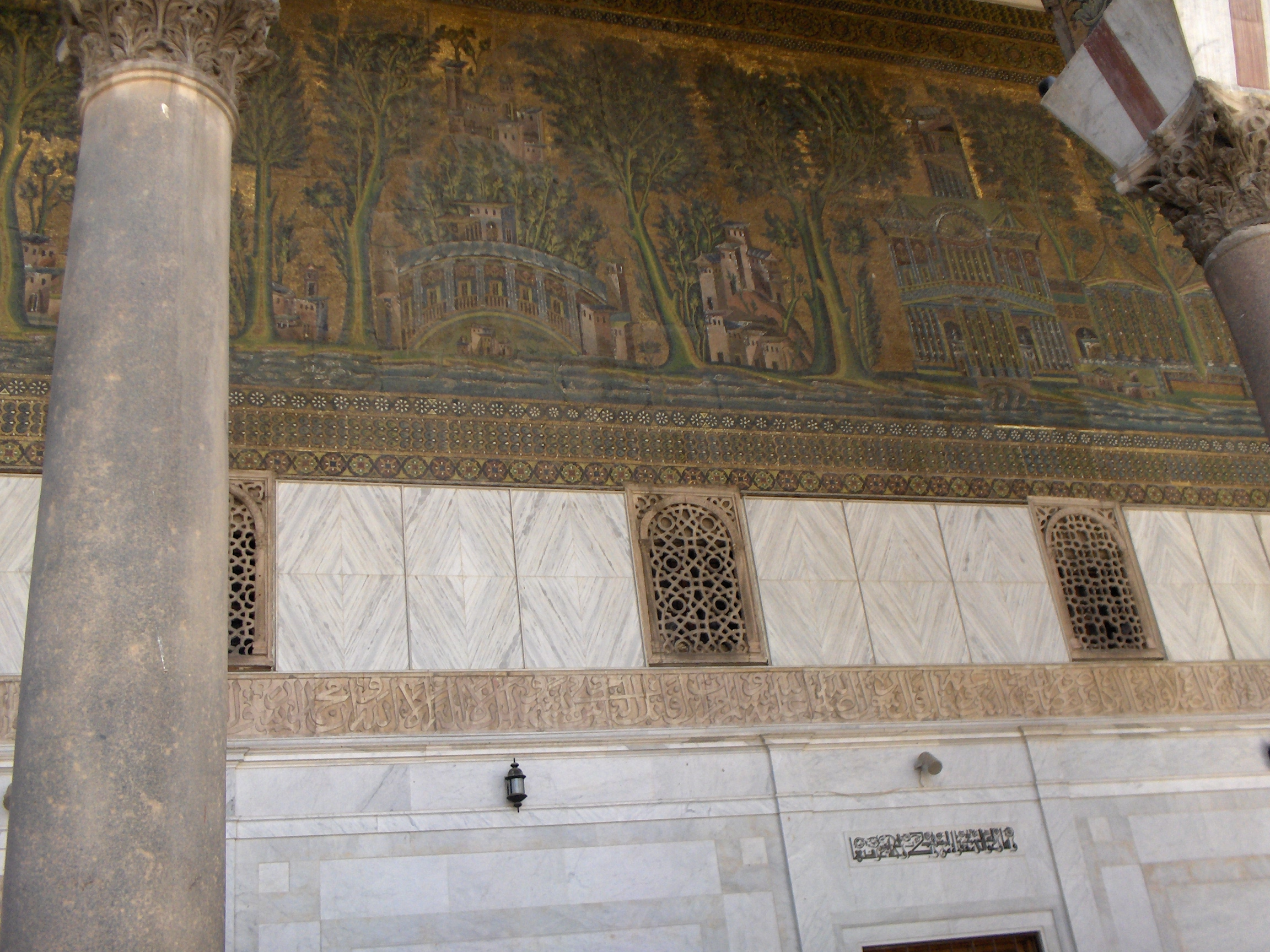
Particolare della facciata della moschea
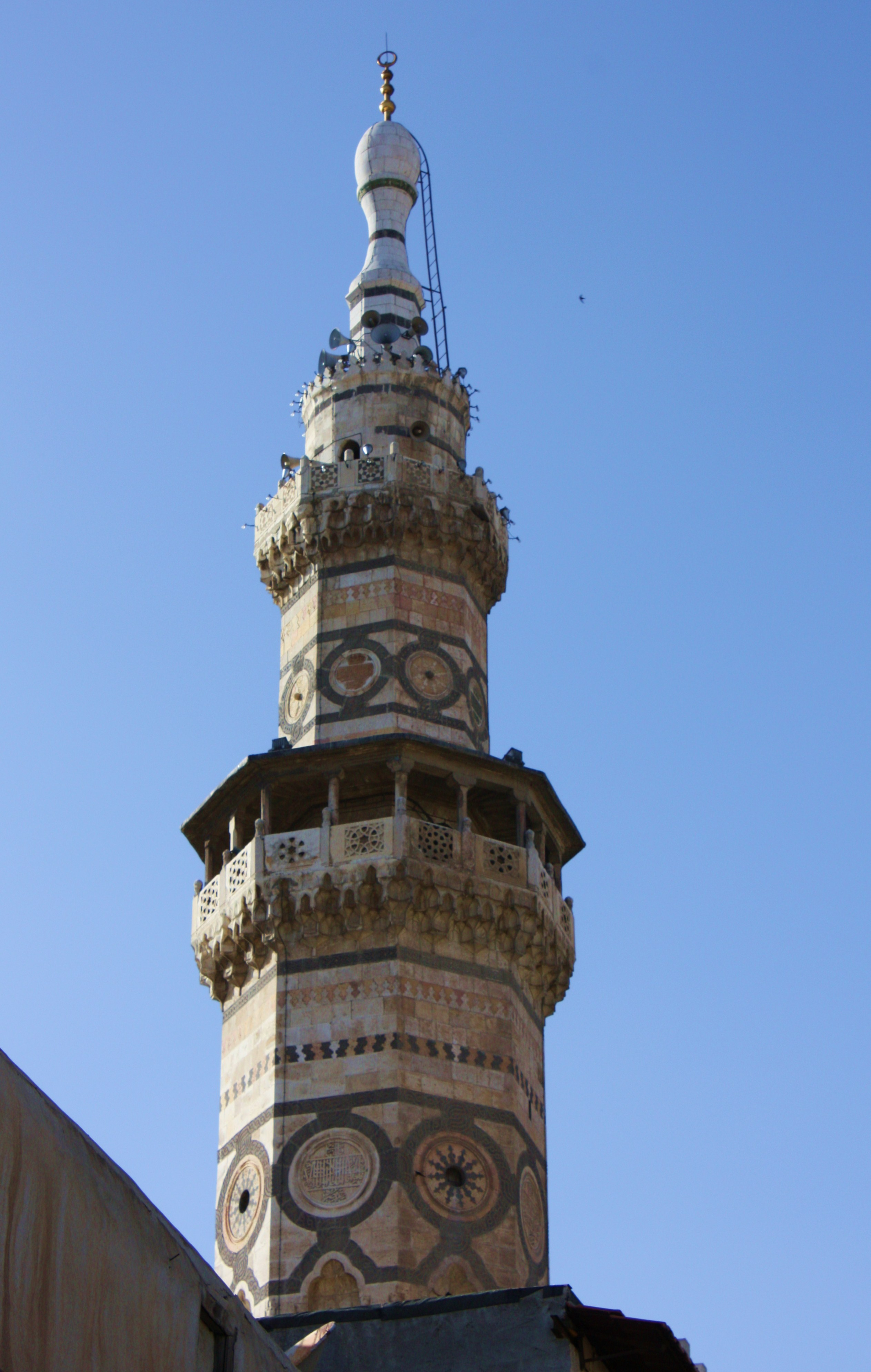
La facciata della moschea, con sullo sfondo il minareto di Qayt Bey
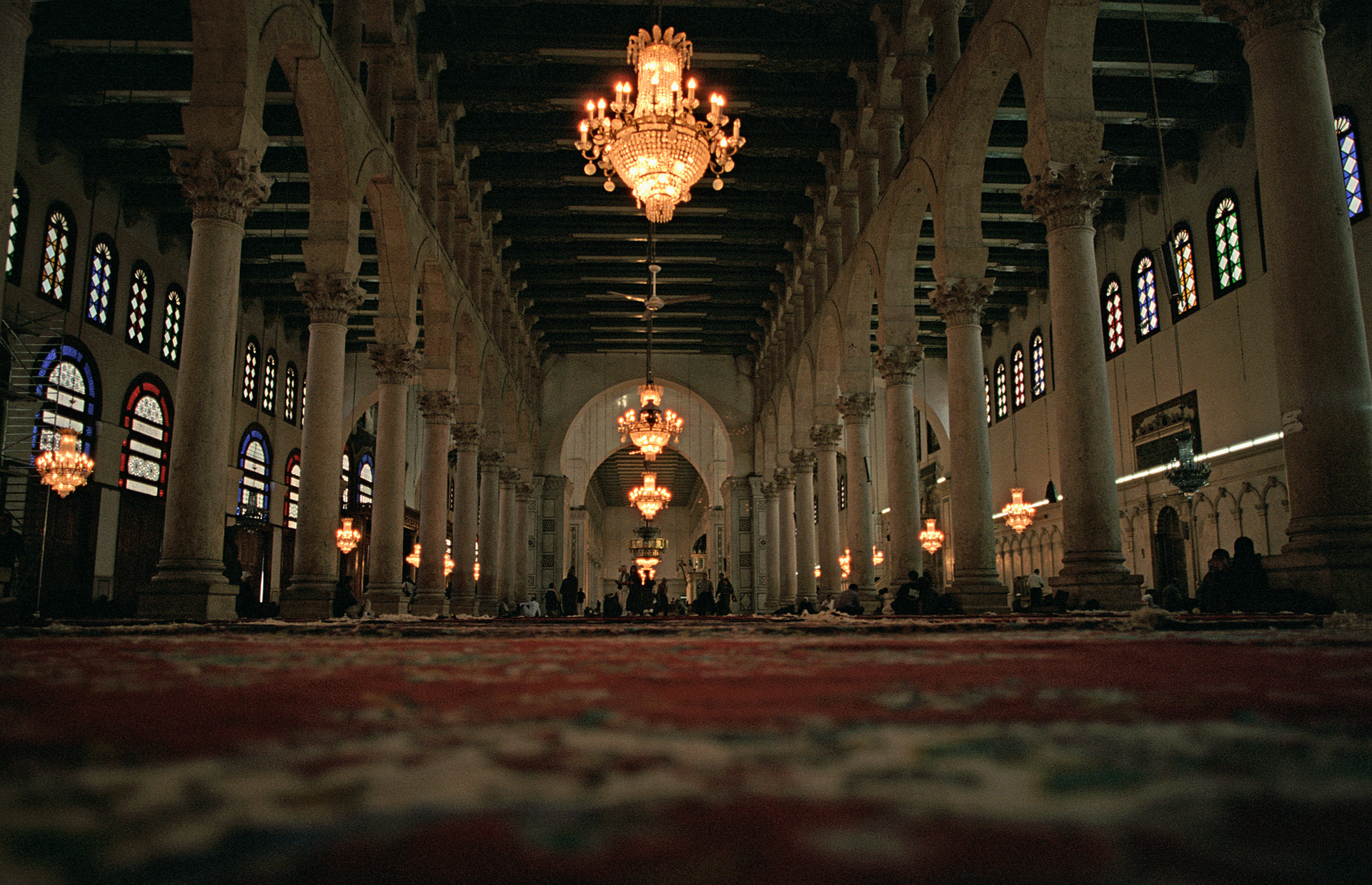
l'interno.
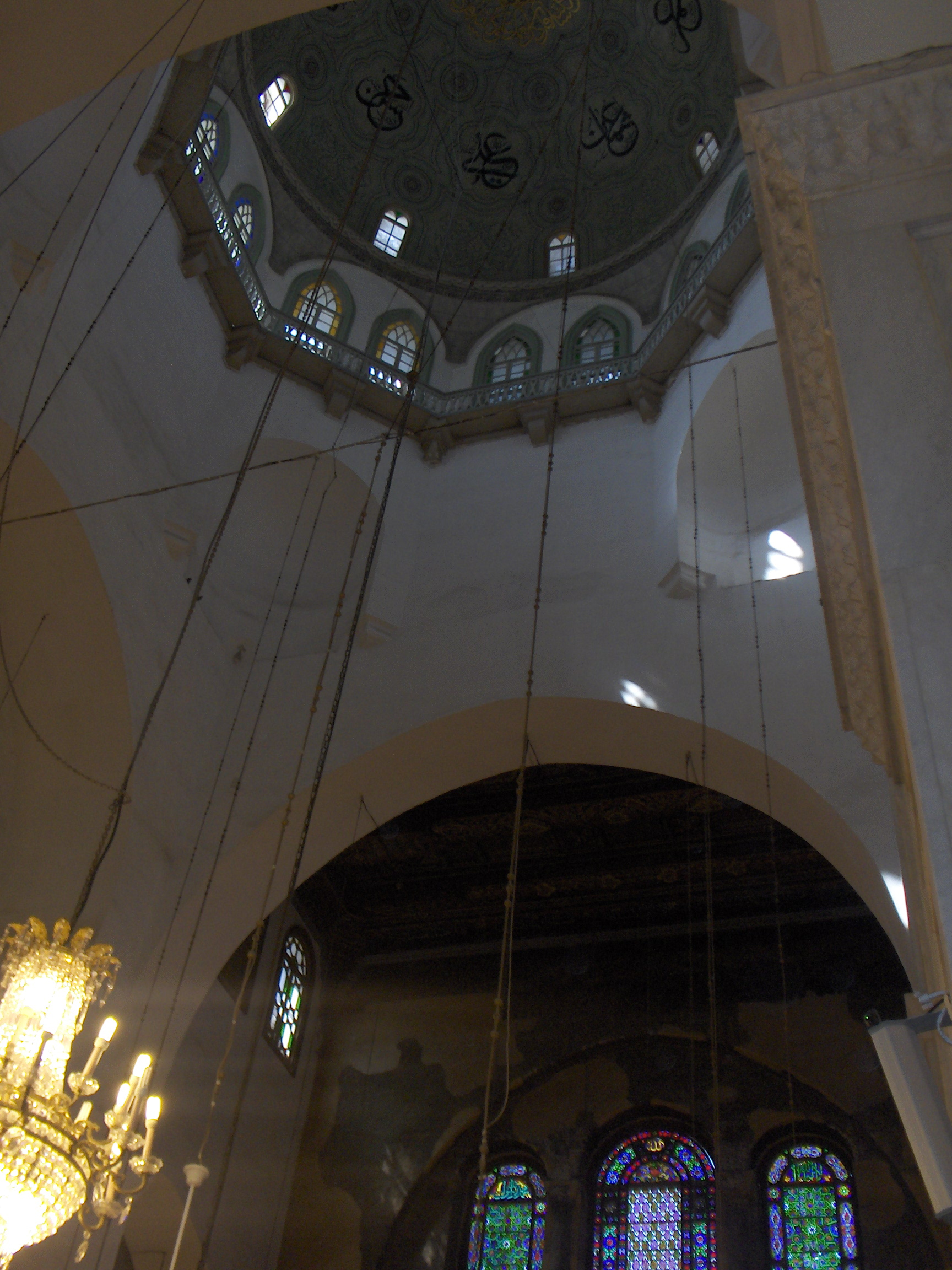
La cupola della moschea
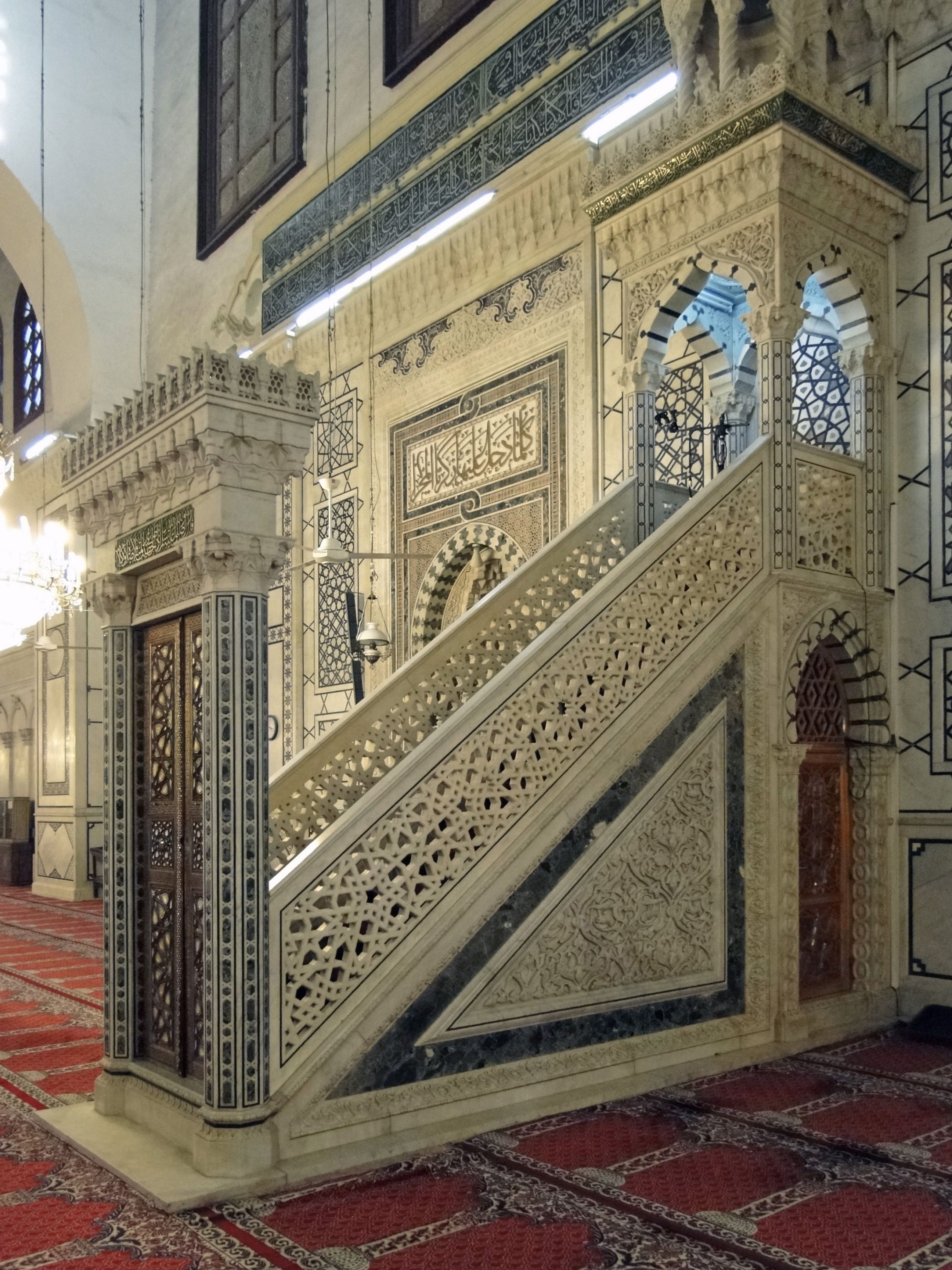
Il minbar della moschea.
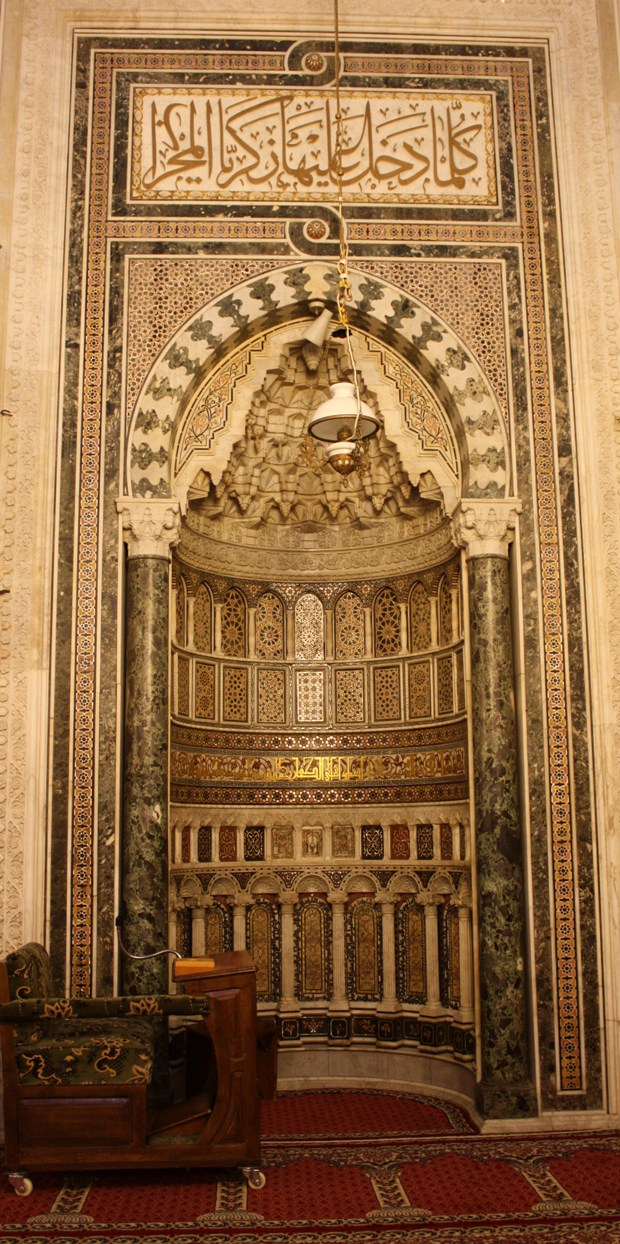
Il miḥrāb della moschea